# Charles Wright (poeta)
Charles Wright (Pickwick Dam, 25 agosto 1935) è un poeta e traduttore statunitense, covincitore del National Book Award nel 1983 e vincitore del Ruth Lilly Poetry Prize nel 1993 e del Premio Pulitzer per la poesia nel 1998, nonché Cancelliere dell'Academy of American Poets e professore presso l'Università della Virginia.

## Biografia
Nato nel Tennessee, ha poi studiato nell'Iowa ed insegnato in California, prima di andare in Virginia. Blackbird ha pubblicato diverse delle sue poesie. Ha tradotto La Bufera ed altre poesie di Montale in inglese (The Storm and Other Poems) e nel 1979, per questo, ha vinto il prestigioso PEN Translation Prize

## Opere
- Breve storia dell'ombra, a cura di Antonella Francini, Milano, Crocetti, 2006.